# Maria-Hilf-Basilika (Filipov)

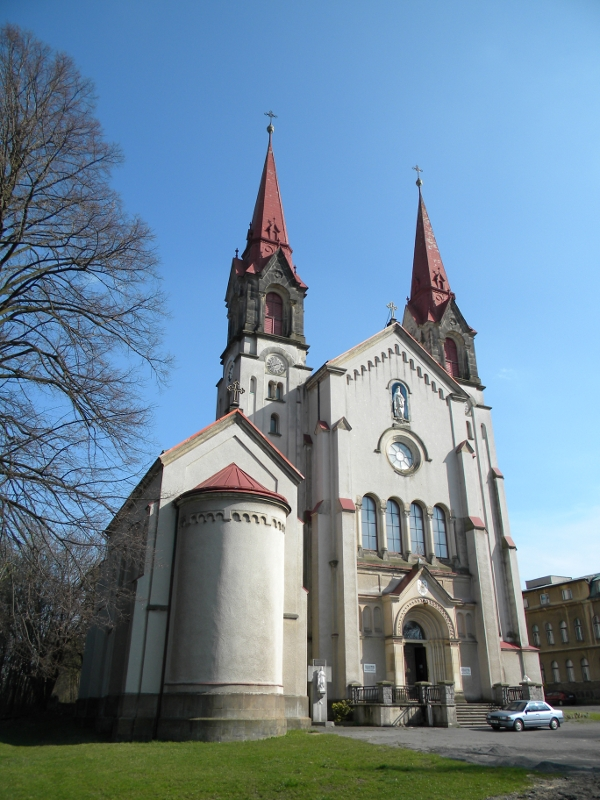
Fassade der Basilika

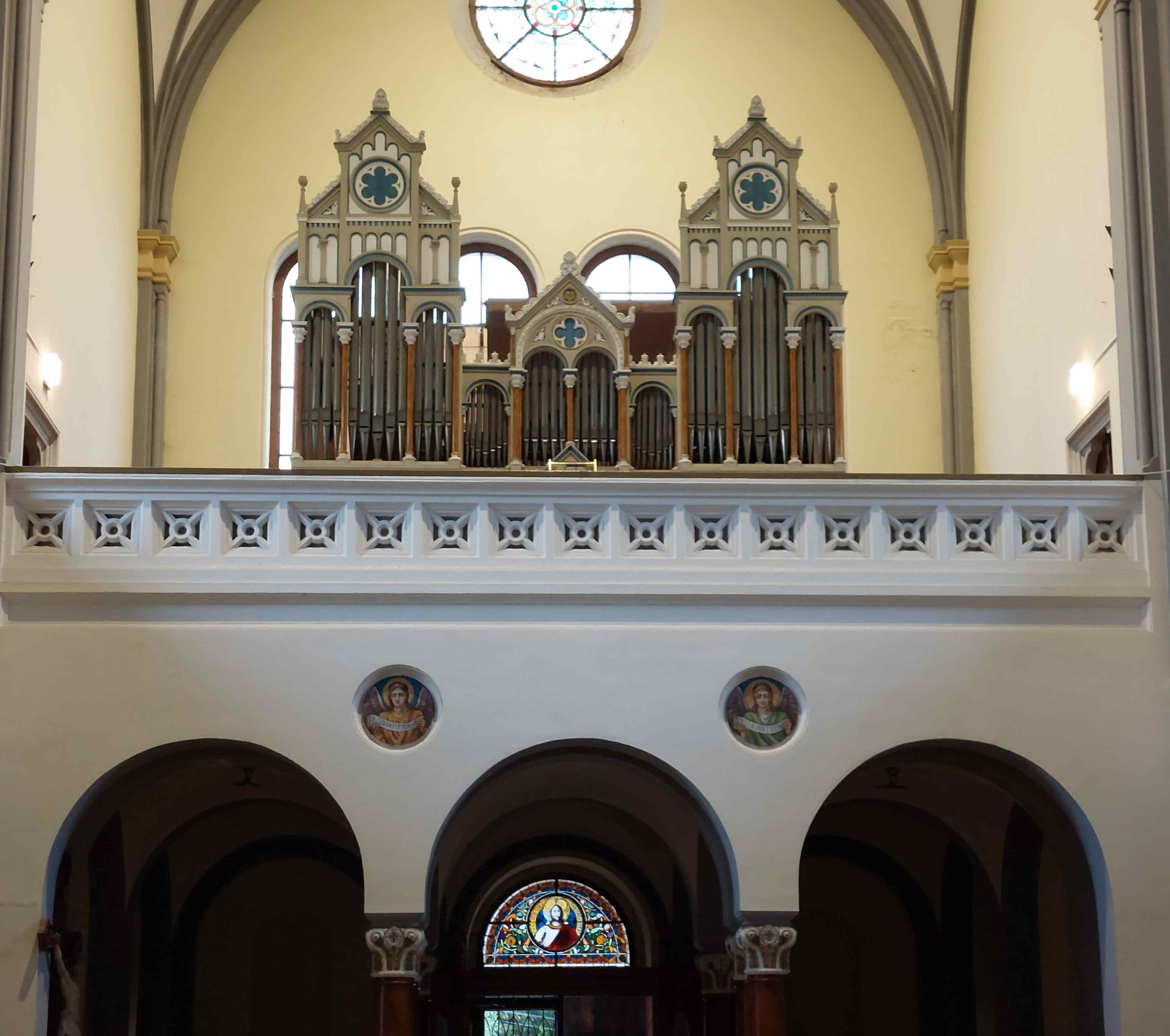
Orgel

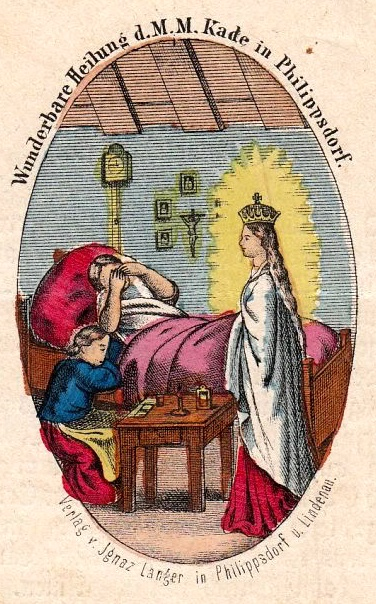
Die Marienerscheinung in Filipov (Philippsdorf), 1866; zeitgenössisches Andachtsbild

Die Basilika Maria, Hilfe der Christen oder Maria-Hilf-Basilika ist eine römisch-katholische Kirche im Ortsteil Filipov von Jiříkov in Tschechien. Die Wallfahrtskirche im Bistum Leitmeritz mit dem Patrozinium Maria, Hilfe der Christen trägt den Titel einer Basilica minor. Sie wurde aus Anlass der Marienerscheinung 1866 im damaligen Philippsdorf errichtet und liegt unmittelbar an der Grenze zu Deutschland.

## Marienerscheinung
Der schwerkranken Magdalena Kade (1835–1905) soll am 13. Januar 1866 beim Gebet die Jungfrau Maria erschienen sein und ihr Heilung versprochen haben. Die bisher unheilbare Magdalena soll am nächsten Tag völlig gesund gewesen sein. Zu ihrem „Gnadenhaus“ entwickelte sich eine Wallfahrt. Hierzu wurde an der Stelle ihrer Wohnung 1870 bis 1873 eine Gnadenkapelle errichtet. Anschließend wurde nach Plänen von 1870 die Wallfahrtskirche bis 1885 erbaut und geweiht. Magdalena Kade verstarb im Alter von 70 Jahren und ihre Gebeine wurden nach Umbettungen schließlich im Jahre 1994 in die Basilika überführt.
Zum 60. Jahrestag wurde die Marienerscheinung von Papst Pius XI. anerkannt und die Kirche zur Basilica minor erhoben. Noch als päpstlicher Nuntius Ambrogio Ratti hatte er 1920 Philippsdorf besucht. Ende der 1930er zählte die Basilika zu den besuchtesten Wallfahrtsstätten Mitteleuropas.
Im hessischen Gladenbach führten die vertriebenen Sudetendeutschen die Tradition u. a. mit einer Messe zur 100-Jahr-Feier fort. Seit 1990 gibt es wieder eine Wallfahrt.

## Kirchenbau
Nach Plänen des Architekten F. Hutzler aus Wien wurde eine monumentale einschiffige, neuromanische Kirche Maria, Hilfe der Christen mit einer Zweiturmfassade erbaut. Der Chor ist mit einer halbkreisförmigen Apsis abgeschlossen. Die Kirche wurde mit zahlreichen Votivgaben von Gläubigen geschmückt. Die Innenausstattung ist modern. Unter dem Altar, an der Stelle, wo die Jungfrau Maria erschien, ist unter Glas ein Stück Holzboden aus dem Hause Kade zu sehen. Auf dem Altar befindet sich eine 90 cm hohe Statue der Jungfrau Maria aus Carrara-Marmor. In der zweiten Sakristei befindet sich das Bett, auf dem Magdalena Kade litt. Die zur Betreuung seit 1884 ansässigen Redemptoristen bauten bis 1915 ein Kloster. 1889 wurde durch Hermann Eule Orgelbau Bautzen eine Orgel mit 22 Registern auf zwei Manualen und Pedal installiert, welche 2008 teilrestauriert wurde. Nach der Vertreibung der Sudetendeutschen 1946/47 wurde 1948 der Prior des Redemptoristenklosters Pater Šimanovský verhaftet und die Kirche geschlossen. Basilika und Kloster wurden wegen der Grenzlage dem Verfall ausgesetzt und konnten nur durch private Spenden erhalten werden. Im Jahre 1985 hat der Erzbischof von Prag, František Tomášek, die Madonna mit einer Silberkrone mit sechs böhmischen Granatsteinen geweiht.
1883 wurde die Marienstatue in der Nische 20 Meter über dem Hauptportal der Basilika eingesetzt. Es handelt sich um eine 2,80 Meter große Statue aus Pirnaer Sandstein von Anton Schwarz. Die Statue wurde 2015 restauriert.